# Класицизм XVII століття

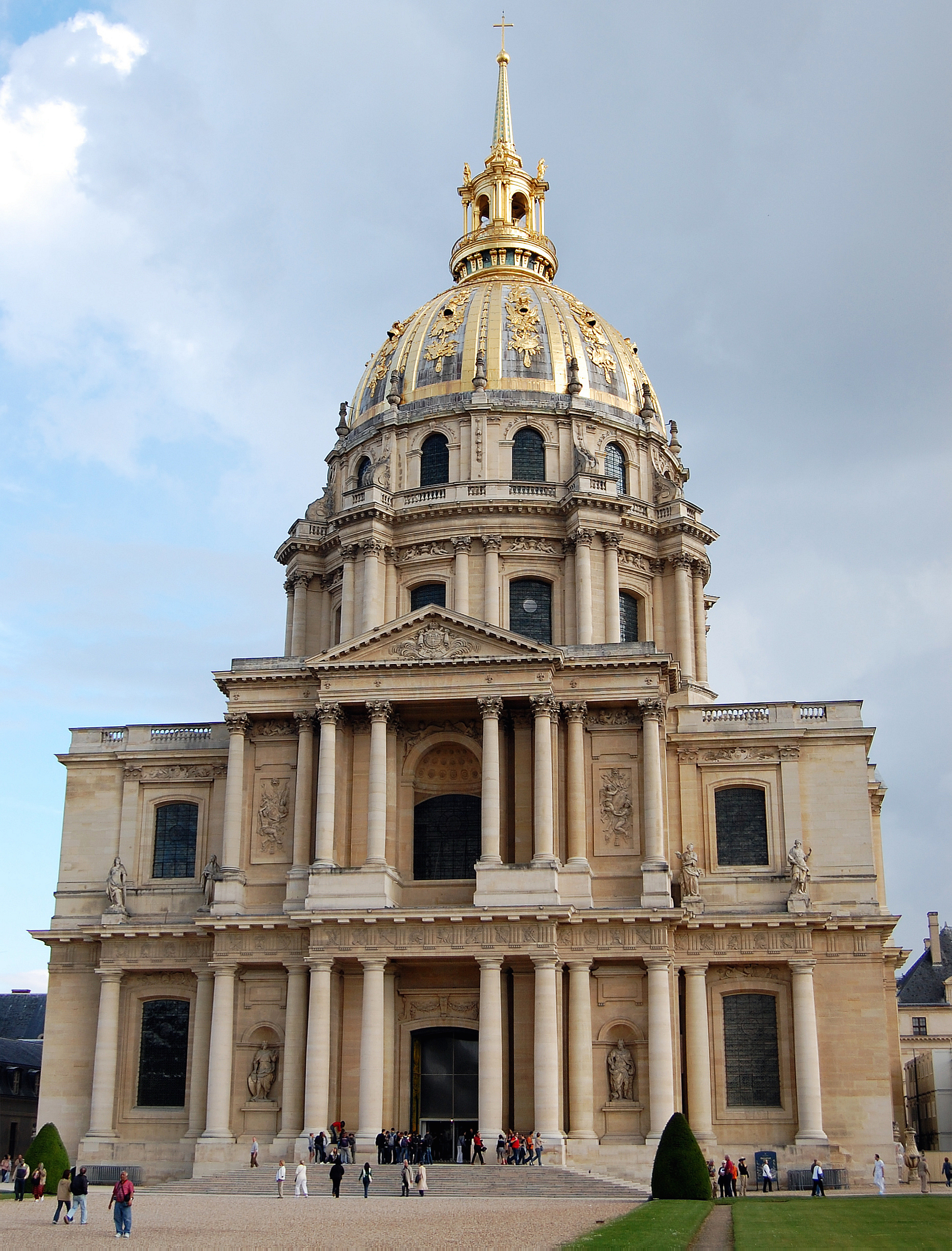
Будинок Інвалідів у Парижі

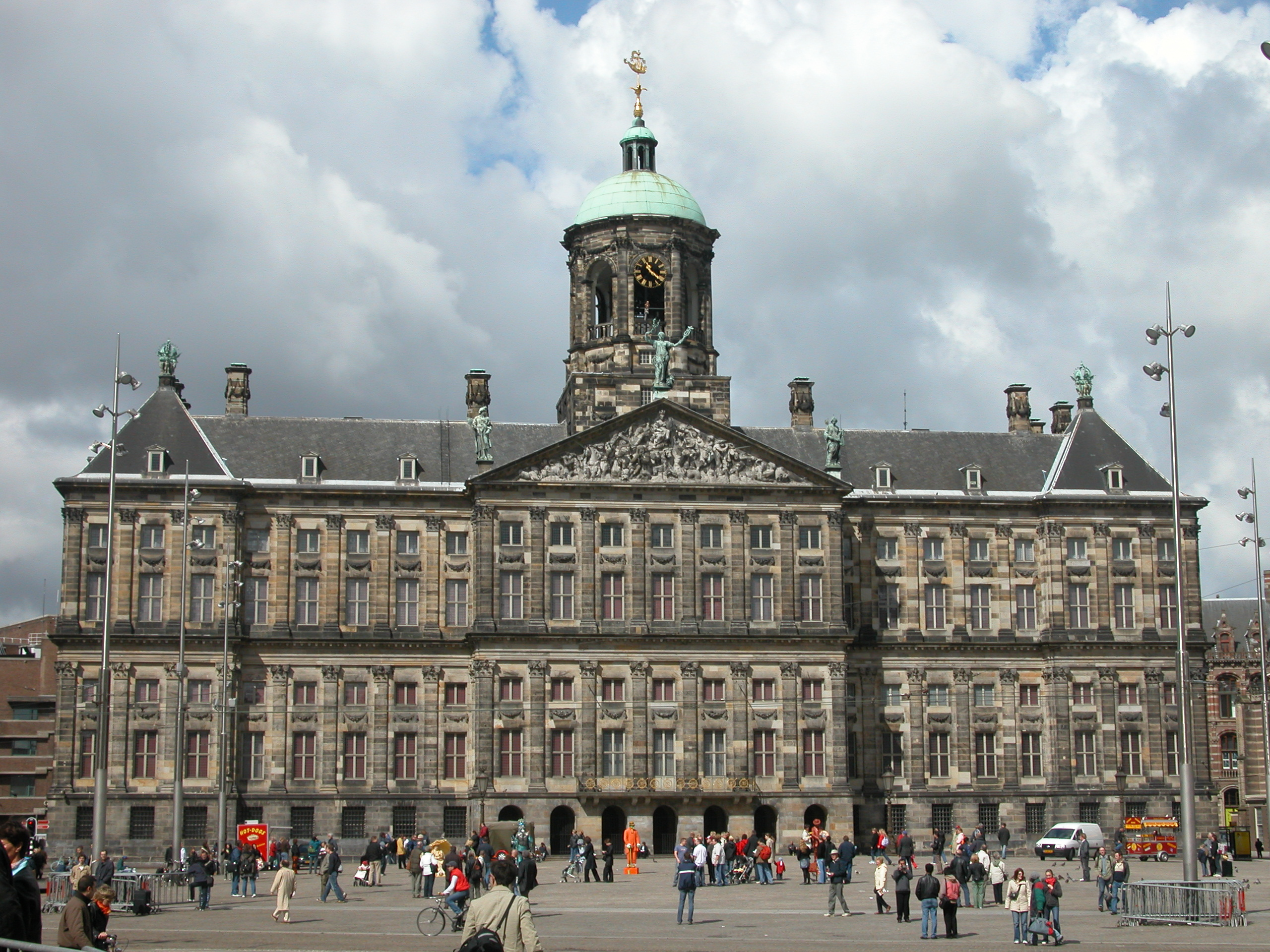
Амстердамська ратуша (тепер — Королівський палац)

Класици́зм (фр. classicisme, від лат. classicus — зразковий), старий класицизм — стиль у світовому мистецтві (живописі, скульптурі, музиці, літературі) та архітектурі кінця XVII — початку XVIII ст. Назва «старий класицизм» використовується для того, щоб відрізняти цей стиль від неокласицизму (нового класицизму) кінця XVIII — початку XIX ст. На відміну від нього «старий класицизм» слідує та співіснує з бароко — звідси й вживаний у німецькій літературі термін «бароковий класицизм» (нім. Barock-Klassizismus).
Переосмислювати бароко в дусі класицизму, звертаючись до античної спадщини і принципів палладіанства, першими почали голландські митці. Голландський класицизм представлений насамперед іменами живописців Саломона Брея, Пітера Греббера, художника і мистецтвознавця Герарда де Лересса, поетів і письменників Йоста ван ден Вондела, Адріеса Пельса, Лодевіка Меєра, архітекторів Якоба ван Кампена та Пітера Поста.
У Франції класицизм отримав назву «стиля Людовіка XIV». Найвидатнішими представниками французького класицизму вважають поета Франсуа де Малерба, драматургів П'єра Корнеля, Жана Расіна, Жана Батіста Мольєра, письменників Франсуа де Ларошфуко, Жана Лафонтена, художника Ніколя Пуссена, композитора Жана Батіста Люллі, архітектора Франсуа Мансара.
Ключовими фігурами британського класицизму були поети та драматурги Джон Мілтон і Джон Драйден, архітектори Крістофер Рен і Вільям Кент, художники Пітер Лелі і Годфрі Неллер, композитор Генрі Перселл.
Великий вплив класицизм справив також на шведських аріхтекторів батька і сина Тессінів — проте, за всієї схожості їхнього стилю з творіннями Рена і Мансара, його зазвичай іменують «скандинавським бароко».
Визначальні риси класицизму:
- раціоналізм (прагнення будувати художні твори на засадах розуму, ігнорування особистих почуттів);
- наслідування зразків античного мистецтва;
- нормативність, встановлення вічних та непорушних правил і законів (для драматургії — це закон «трьох єдностей» (дії, часу й місця);
- обов'язкове дотримання канонічних правил написання творів (зображення героя тільки при виконанні державного обов'язку, різкий поділ дійових осіб на позитивних та негативних, суворе дотримання пропорційності всіх частин твору, стрункість композиції тощо);
- у галузі мови класицизм ставив вимоги ясності та чистоти, ідеалом була мова афористична, понятійна, яка відповідала б засадам теорії трьох стилів;
- аристократизм, орієнтування на вимоги, смаки вищої-суспільної верстви;
- встановлення ієрархії жанрів, серед яких найважливішими вважалися античні; поділ жанрів на «серйозні», «високі» (трагедія, епопея, роман, елегія, ідилія) та «низькі», «розважальні» (травестійна поема, комедія, байка, епіграма).

З початком XVIII сторіччя класицизм значною мірою втратив свої позиції та поступився першістю в Британії — «дидактичному мистецтву» доби Просвітництва, а на континенті — «зрілому» бароко та новому, грайливішому стилю — рококо.